# Suicidologie
Pour un article plus général, voir Suicide.

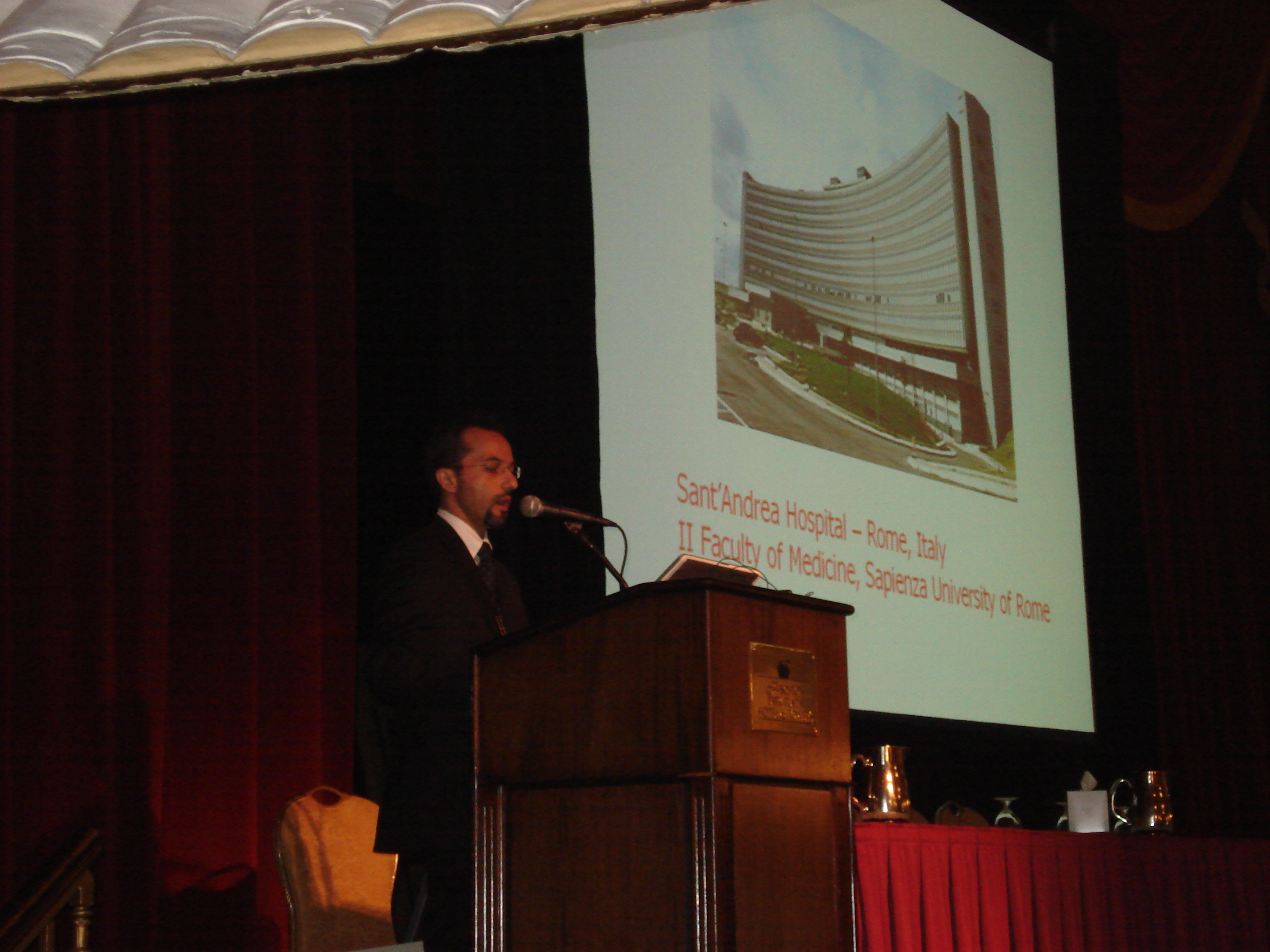
Conférence de l'Association américaine de suicidologie

La suicidologie est l'étude scientifique des comportements suicidaires ainsi que, plus généralement parlant, l'étude scientifique des comportements auto-destructeurs. Plusieurs domaines et disciplines sont impliqués en suicidologie, les deux principaux étant la psychologie et de la sociologie. Chaque année dans le monde, environ un million de personnes meurent par suicide, ce qui représente un taux de mortalité de 16 sur 100 000 habitants, soit un décès toutes les quarante secondes. Le suicide est en grande partie évitable par de bonnes interventions, de bonnes connaissances sur le suicide, et une évolution des mentalités à l'égard du suicide, qui permettrait d'aborder cette question plus ouvertement,,,.

## Histoire de l'étude du suicide et pionniers

### Les premiers théoriciens
Le suicide est mentionné pour la première fois en 1737 par l'abbé Desfontaines et repris par les Encyclopédistes du siècle des Lumières. Au XIXe siècle, son étude est abordée. En 1838, le médecin français Jean-Étienne Esquirol fait de la réaction suicidaire un symptôme psychopathique, en raison de sa grande fréquence dans les maladies mentales. Il écrit : « Il n'est pas d'individu qui n'ait eu des idées de suicide, [...]. L'homme n'attente à ses jours que dans le délire et tous les suicidés sont des aliénés ».  Le suicide est ainsi introduit dans la tradition psychiatrique qui cherche les principes d'explication dans les individus. De nombreux psychiatres considèrent les conduites suicidaires comme témoignant d'une pathologie ; certains auteurs, tout en admettant que tous les suicidants ne sont pas malades, pensent néanmoins qu'au moment du passage à l'acte, leur état émotionnel ou affectif est pathologique. Selon la tradition psychiatrique, l'instinct de conservation est naturel chez l'homme et l'animal et sa suppression résulte de causes morbides (au sens de pathologiques).  
Une approche s'oppose à cette école de pensée : la sociologie, qui cherche dans le milieu social les causes des suicides. Vers la fin du XIXe siècle, Émile Durkheim développe cette approche. Pour Durkheim le mot suicide est appliqué à tous les cas de mort qui résultent directement ou indirectement d'une action positive (au sens d'active) ou négative de la victime elle-même qui sait que son action provoquera sa mort,. Durkheim a considéré le suicide du point de vue social et non psychologique, et a mis en évidence que le suicide est un fait d'origine sociale, externe et contraignant (influences familiales, sociales, religieuses, etc.), indépendant de la psychopathologie individuelle, ,,,. Le sociologue Maurice Halbwachs interprète les taux de suicide dans le contexte général des sociétés et civilisations, parlant de « courants collectifs suicidogènes » qui agissent de plusieurs façons : désintégration du groupe social (suicide égoïste) ; surintégration sociale (suicide altruiste, en particulier dans les sociétés primitives) ; dislocation du groupe social (crises politiques ou économiques) ou insuffisance de cohésion sociale (suicide anomique) ; excès de réglementation sociale (suicide fataliste, chez les esclaves en particulier). 
Sigmund Freud, au tout début du XXe siècle, et ultérieurement Karl Menninger dans les années 1930, ont également effectué des travaux dans ce domaine. Ces deux spécialistes ont présenté des points de vue similaires sur le suicide. Leurs théories sur le suicide décrivent trois aspects différents. Le suicide est un meurtre impliquant la haine ou le désir de tuer. Ce meurtre du soi implique souvent la culpabilité ou la volonté d'être tué. Le troisième point est le désir de mourir. Sigmund Freud décrit deux instincts de base opposés, l'instinct de vie (Eros) et celui de mort (Thanatos). Tous les instincts cherchent à réduire une tension. Sa théorie prédit que le suicide est plus probable dans les sociétés avancées qui imposent de plus fortes répressions de la sexualité et de l'agressivité.
Dans les années 1940 et 1950, l'écrivain et philosophe Albert Camus, à travers ses deux essais Le Mythe de Sisyphe et L'Homme révolté, a également travaillé sur le thème du suicide,. L'auteur fonde sa thèse sur le principe de « la vie pour la vie ». Pour Camus, le passage à l'acte se révèle être une « réflexion intime de la conscience avec elle-même ». Il estime notamment que le fait de pouvoir vivre et de choisir de vivre est le seul problème philosophique sérieux. Il défend l'idée que l'homme a créé un dieu pour être en mesure de vivre sans désir de se tuer lui-même. Selon Camus, la seule liberté humaine est de se réconcilier avec la mort. Il introduit la pensée darwinienne dans ses enseignements.
Dans la période de l'après-guerre, les points de vue opposés de la psychiatrie et de la sociologie sont intégrées en un modèle qui considère à la fois les phénomènes d'influence sociale (perspective plutôt béhavioriste) et les phénomènes individuels (la personnalité, le point de vue clinique). Une théorie psychologique du suicide prend naissance, utilisant à la fois les méthodes statistiques et les méthodes psychopathologiques (cliniques). Le suicide est désormais étudié sous différentes perspectives vues comme interactives, où les aspects physiques, psychiques et sociaux sont pris en compte.  

### Les débuts et le développement de la suicidologie

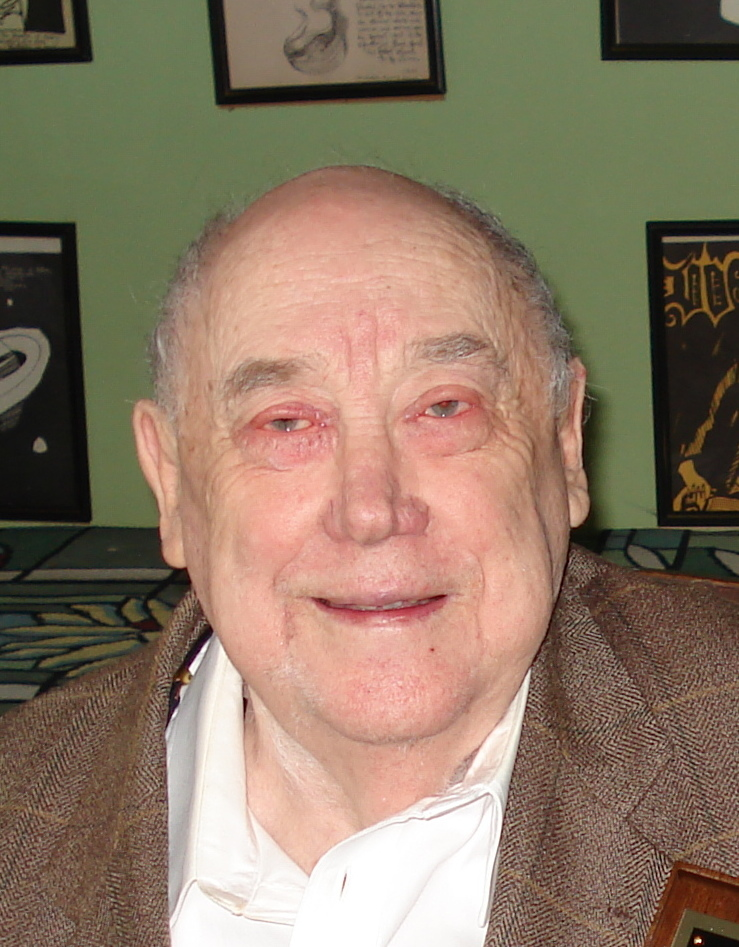
Le psychologue Edwin Shneidman

C'est en Amérique du Nord, d'abord aux États-Unis puis au Québec, dans un contexte historique de développement économique d'après-guerre, que le courant de la suicidologie prend ses racines. Pendant cette période de prospérité, alors que les richesses créées ne profitent pas à la totalité des classes sociales, les autorités américaines, afin de combler le déficit en structures hospitalières au sein des quartiers les plus pauvres, font construire plusieurs instituts nationaux de la santé mentale sur l'ensemble du territoire. En parallèle de cette réorganisation, le gouvernement des États-Unis finance de nombreux projets destinés à soutenir et développer la « pratique publique de la santé mentale ». Ces fonds gouvernementaux permettent au psychologue américain Edwin S. Shneidman, aux côtés de Norman Farberow (en) et du psychiatre Robert E. Litman, de créer le premier centre de recherche en 1958, à Los Angeles (le LAPSC),,. Le psychologue américain est considéré comme le fondateur du domaine de la suicidologie : il fut le premier à utiliser ce terme, avec l'objectif d'étudier le suicide de manière scientifique pour tenter de développer des techniques de prévention du suicide efficaces. Shneidman a défini le suicide comme un acte conscient d'anéantissement auto-induit, compris comme un malaise existentiel multidimensionnel d'un individu dans le besoin qui a un problème pour lequel le suicide lui semble être la meilleure solution. Il conceptualise le suicide comme « psychache » (néologisme formé par les mots psychology et ache, douleur) c'est-à-dire une douleur psychologique intolérable. Contemporain des premiers travaux de Shneidman, le psychiatre Aaron Beck met au point des séries de questionnaires — tel que l'inventaire de dépression, le « suicide intent scale » ou encore le « scale for suicide » — permettant d'évaluer de manière plus approfondie le « risque suicidaire ».
Au cours des années 1960, sous la présidence de J. F. Kennedy, de nouvelles structures médicales, destinées à accueillir les personnes souffrant de tendances suicidaires, sont incorporées au sein des hôpitaux psychiatriques (« community mental health center »). L'objectif essentiel de ces unités médicales est alors de prévenir les tentatives de passage à l'acte. Dès 1965, le premier centre communautaire de santé mentale créé quelques années plutôt à Los Angeles, sert de base d'appui à des chercheurs, tels que Antoon Leenars et Jean-Louis Campana, pour fonder à leur tour ces mêmes types de complexe de prévention médico-psychiatriques au Canada. À partir de 1968, après avoir fondé l'association américaine de suicidologie avec le psychologue Norman Farberow, Scheidman organise les premières conférences scientifiques sur le thème de la suicidologie,.
À la fin des années 1970, le sociologue Jean Baechler a défini le suicide comme l'ensemble des comportements qui montrent la recherche d'une « solution à un problème existentiel » par une tentative sur la vie de l'objet,. A contrario de Durkheim, pour qui l'environnement externe et social de la personne est le principal déterminant de son suicide, Baelchler, pour appuyer sa thèse, objecte que l'acte suicidaire dépend de facteurs internes à l'individu,. À cet effet, le sociologue précise que « toute l'explication doit porter sur les personnalités ».
Dans les années 1980, un autre sociologue, Joseph H. Davis, a décrit le suicide comme une intention fatale et intentionnelle auto-infligée contre la vie par un individu sans désir de vivre apparent. Les deux éléments de base de la létalité et de l'intention sont implicites dans son modèle.
Au début des années 1990, David J. Mayo a défini le suicide par quatre éléments. Selon le spécialiste, le suicide résulte dans le décès de la personne ; la mort est le résultat de sa propre action ; cette action peut être passive ou active ; et l'action est intentionnelle,.

### Théorie interpersonnelle du suicide
La théorie interpersonnelle du suicide, développée par le psychologue américain Thomas Joiner (dans un ouvrage paru en 2005), est un modèle psychologique qui vise à expliquer pourquoi une personne se suicide ; elle se fonde sur l'hypothèse que le suicide n'est pas simplement le résultat d'une souffrance psychologique, mais qu'il découle de l'interaction entre trois facteurs interpersonnels et psychologiques distincts : le sentiment de charge perçue, l'impression d'appartenance contrecarrée et la capacité acquise de se suicider,.
1) Le sentiment d'être une charge pour autrui : la croyance que l'on est un fardeau pour ses proches. L'individu a alors la conviction que sa mort serait plus profitable à sa famille et ses amis ou ses proches que sa survie. Ce sentiment peut être motivé par une maladie chronique, une détresse financière, ou une faible estime de soi.
2) Le sentiment d'appartenance contrecarrée, qui est un sentiment d'isolement social et de solitude, lié à un manque de liens sociaux significatifs ou le sentiment de ne pas être accepté par les autres. L'individu ne se sent pas connecté à son entourage et a l'impression d'être un étranger, même au sein de sa propre famille ou de son cercle d'amis.
La combinaison de ces deux premiers facteurs (sentiment d'être un fardeau pour ses proches, et sentiment de ne pas être accepté) génère un désir de mort. Cependant, selon cette théorie, ce désir ne suffit pas à lui seul pour provoquer le « passage à l'acte »,.
3) La capacité acquise de se suicider est également nécessaire pour le passage à l'acte : c'est la capacité à surmonter la peur et la douleur associées à l'acte de se donner la mort. Cette capacité n'est pas innée mais s'acquiert généralement à travers une exposition répétée à des expériences douloureuses ou menaçantes, comme l'automutilation, les blessures accidentelles, l'auto-injection de drogues, la participation à des combats ou des violences physiques, ou encore le fait d'avoir vécu de près la mort d'autres personnes (en situation de guerre, de crime ou de soins médicaux, en services d'urgences par exemple). Ces expériences habituent l'individu à la douleur et éloigne de lui la peur de la mort (que l'individu soit victime, agresseur ou témoin dans ces expériences ; l'instinct de préservation est alors supprimé ou contourné ou affronté, rendant l'acte de suicide psychologiquement et physiquement plus accessible,.
Cette capacité à se donner la mort serait plus élevée chez les hommes que chez les femmes.
Ce modèle « a suscité l'intérêt de la communauté scientifique s'intéressant au suicide et fait l'objet de plusieurs études, dont : Anestis, & Joiner (2011) ; Joiner et al. (2007) ; Joiner et al. (2009) ; Van Orden, Witte, Gordona Bender, & Joiner (2008) », avec une influence significative sur la recherche et la prévention du suicide en mettant en lumière le rôle de ces facteurs interpersonnels et la nécessité de prendre en compte non seulement la détresse psychologique et la douleur morale, mais aussi la capacité de l'individu à tolérer la douleur et l'idée de la mort, pour évaluer le risque de suicide. Il a notamment été étudié et utilisé pour les adolescents, (notamment après une (ou des) agression(s) sexuelle(s), les étudiants en médecine qui côtoient la mort d'autrui ou pour prévenir le suicide dans les services d'urgence,.

## Nomenclatures des conduites suicidaires
Les suicidologues travaillent sur des concepts qui doivent être clairement définis afin d'éviter les imprécisions et ambiguïtés de certaines expressions. Ceci est d'autant plus important que la suicidologie regroupe des types de méthodes et de domaines professionnels diversifiés. Ce problème de définition des termes étudiés s'est posé dès le début des études sur le suicide et est régulièrement discuté et amélioré par des publications et des rencontres scientifiques. Des nomenclatures ont ainsi été mises au point pour permettre de mieux définir et classer certaines conduites suicidaires. Leur objectif est de permettre de meilleures comparaisons entre les études scientifiques sur le sujet. 

## Domaines d'étude
La suicidologie est l'étude scientifique des comportements suicidaires et, plus généralement, l'étude scientifique des comportements autodestructeurs,. Elle a plusieurs objets d'étude. La suicidologie s'intéresse aux décès par suicide et aux tentatives de suicide, ainsi qu'à la prévention du suicide. Elle propose des méthodes pour l'autopsie psychologique de la personne décédée. Mais elle s'intéresse également de manière plus générale aux comportements ou attitudes liés au suicide et à l'auto-destruction, pour tenter de les prévenir et de prévenir le suicide. Ainsi elle étudie l'idéation suicidaire, qui est le faire d'avoir des pensées et/ ou des gestes en lien avec le suicide. C'est le cas par exemple lorsqu'une personne déclare « la vie ne vaut pas la peine d'être vécue » ou « je vais me suicider en sautant d'un pont ». Elle étudie le para-suicide,,. Le parasuicide est un terme utilisé en 1977 et repris par Shneidman pour désigner les comportements autodestructeurs qui pourraient être mortels mais ne sont pas clairement suicidaires ; le parasuicide est également un terme employé par l'Organisation mondiale de la santé et en épidémiologie, pour désigner tout comportement de tentative de suicide n'ayant pas abouti au décès. C'est le cas par exemple, quand une personne ingère un produit toxique de manière volontaire et y survit. La suicidologie étudie les comportements auto-destructeurs qui portent préjudice à la personne qui présente ces comportements, qu'ils soient intentionnels ou non. C'est le cas par exemple de l'alcoolisme, de la pratique de sports risqués, de certains troubles sexuels ou troubles de l'alimentation. Elle étudie l'autodestruction partielle. La suicidologie s'intéresse également aux personnes qui sont endeuillées par le suicide d'une personne qui leur était proche : en effet, ce deuil peut différer, par son intensité ou sa nature, du deuil éprouvé lors de la mort d'une personne dans d'autres circonstances.    

### Évaluation des risques de passage à l'acte suicidaire

#### Manque de modèle prédictif
Il n'existe pas de modèle statistique permettant de détecter les risques d'un passage à l'acte suicidaire. Dans une étude souvent citée, en 1983, à Houston (États-Unis), Pokorny a tenté de détecter les risques de passage à l'acte suicidaire en suivant 4800 patients d'un service psychiatrique sur plusieurs années. Un nombre réduit de facteurs lui a permis d'identifier 35 des 67 patients qui se sont suicidés durant son étude cependant le nombre très élevé de faux positifs a rendu le modèle non pertinent,. Les cliniciens doivent donc veiller à prendre en compte de nombreux facteurs dans leur évaluation des risques suicidaires, prenant en compte non seulement les facteurs de risque mais aussi le vécu du patient.   
En fait, de nombreux facteurs influencent statistiquement le risque de suicide. Ces facteurs peuvent être l'ensoleillement ou le fait d'être un gros fumeur : tous les facteurs modifiant la détresse psychologique peuvent être statistiquement associés aux idées suicidaires. Pour cette raison, de nombreux spécialistes veulent faire la distinction entre les facteurs de risque (observés statistiquement) qui sont distaux et statiques, d'une part, et les signes d'alerte qui sont proximaux, changent facilement mais qui sont eux aussi mal définis et peu spécifiques,.      

#### Évaluation clinique et échelles complétant l'examen clinique
Des outils permettent de guider le clinicien dans une première évaluation des risques, mais aucun de ces outils n'est suffisamment précis et dans ce domaine, le jugement clinique, c'est-à-dire les observations du médecin ou du soignant, doivent motiver les prises de décisions et les orientations ; les échelles et méthodes d'entretien aident et guident le clinicien mais le jugement clinique doit primer.      
Plusieurs méthodes ou échelles sont à la disposition du soignant pour l'aider dans son appréciation clinique du patient. La conférence de l'ANAES de 2001 a proposé un modèle en hiérarchisant les risques selon trois degrés, les risques secondaire n'étant pertinents qu'en présence des risques primaires, et les risques tertiaires en présence des risques secondaires. Séguin et Terra, en 2004, ont proposé un modèle Risque-Urgence-Dangerosité (RUD) s'appuyant sur une technique d'entretien. L'échelle d'intentionalité suicidaire de Beck (EIS) est une échelle validée par la psychométrie. Le Risk Assessment Model de Rudd et Joiner est une combinaison des facteurs de risques et des signes d'alerte.      

#### Rapports entre tentative de suicide et mort par suicide
Les études basées sur une « autopsie psychologique » permettent de mieux comprendre s'il y a un continuum entre une tentative de suicide (non fatale) et le suicide (fatal). Mais cette question n'est pas éclaircie et reste très débattue. Ainsi, certains spécialistes pensent qu'il ne faut pas confondre les déterminants du passage à l'acte qui ne seraient pas identiques selon les populations considérées : les « suicidaires  » (qui pensent au suicide mais ne sont pas passés à l'acte), les « suicidants  » (qui ont fait une ou plusieurs tentatives de suicide mais ont survécu) et les « suicidés  » (qui sont décédés),.  

### Prévention du suicide
Historiquement, la prévention du suicide remonte aux initiatives prises pour que les personnes qui veulent se suicider appellent des centres d'aide : les premières initiatives sont celles de l'organisation Samaritans (en)  à Londres en 1953 et du Centre de prévention du suicide (Suicide Prevention Center) de Los Angeles. Le centre de Los Angeles s'est étendu à 170 centres aux États-Unis. Des bénévoles sont formés à l'écoute des personnes qui appellent les centres ; cette stratégie est efficace. Ces centres sont développés dans le reste du monde. En France, SOS Amitié propose des systèmes d'écoute et accueille des personnes suicidaires. Les centres de prévention ont étendu leurs actions et ont développé des campagnes de sensibilisation. 
La prévention du suicide est généralement divisée en trois catégories selon le moment :  
- l'antévention ou prévention primaire prend place avant le passage l'acte appelé aussi crise suicidaire ;
- l'intervention : pendant la crise suicidaire ;
- la postvention, une fois que la crise suicidaire est passée.

### Autopsie psychologique du suicidé
La suicidologie s'intéresse de manière post-mortem aux raisons qui ont poussé au geste suicidaire. 
L'une des méthodes de la suicidologie repose sur l'analyse des lettres ou documents laissés par les personnes mortes par suicide. Certaines personnes laissent une note ou un document (vidéo par exemple) expliquant leur geste suicidaire. Ces notes offrent une information sur les motivations des personnes qui se sont suicidées. Ces informations peuvent constituer un élément de l'autopsie psychologique de la personne décédée. Les lettres d'adieu ont des contenus très divers : la lettre d'adieu est un moyen d'avoir le dernier mot et de s'affirmer ; c'est aussi un moyen d'expliquer le geste suicidaire, de mettre un terme (ou pas), de culpabiliser ou d'exprimer sa culpabilité, de dicter un souhait, de contrôler, de pardonner ou de blâmer. La lettre d'adieu peut contenir aussi un plaidoyer pour le pardon, une absolution, de l'ambivalence et de l'incertitude, un désespoir, des remords et regrets, le désir de sauver ou d'être sauvé, de l'altruisme, de l'auto-critique.

### Postvention et aide aux endeuillés
La postvention est le domaine de la suicidologie qui s'intéresse aux mesures d'accompagnement, de soutien et d'intervention à la suite d'un suicide. Elle étudie les différentes formes de soutien ou interventions qui peuvent être offertes aux personnes endeuillées par un suicide (appelées survivors dans la littérature scientifique de langue anglaise).
Tandis que la large majorité des personnes peuvent faire le deuil de la personne qui a commis le suicide, une minorité de personnes peut développer un stress post-traumatique ou des troubles de la santé mentale. Or un deuil pathologique augmente les risques de suicides des endeuillés. En moyenne, ce groupe d'endeuillés présente plus de besoins de soutien que les endeuillés résultant de morts naturelles, bien que les besoins varient beaucoup d'une personne à une autre. Des études pilotes montrent que la formation du personnel soignant et intervenant sur un suicide « est bien accueillie ».   
Les particularités du deuil lors d'un suicide ne sont pas tout à fait éclaircies : certaines études indiquent qu'un deuil dans ces circonstances est plus intense et plus souvent compliqué, voire pathologique, que lors d'une mort plus naturelle. Cependant, les données sur le sujet restent inconsistantes  certaines études et des méta-analyses réalisées de 1990 à 2001 ne montrent pas de différences. D'autres études indiquent des différences d'intensité et de nature du deuil dans trois domaines au moins : les questionnements sur le sens et le pourquoi de l'acte de suicide, les questions sur la part de responsabilité éventuelle, et l'impact social et familial (possible stigmatisation, soutien ou non, etc.).   
Le groupe d'endeuillés ne concerne que les personnes proches de la personne qui s'est suicidée. Les réactions au deuil sont très hétérogènes. Les experts ne recommandent donc pas des interventions sur des groupes plus ou moins proches de la personne décédée mais plutôt des interventions auprès des personnes proches, prenant en compte leur histoire (type d'attachement à la personne), les circonstances du décès et du deuil, et les conditions apparaissant après le décès (niveaux de soutien disponibles, difficultés matérielles et relationnelles engendrées par la perte), ,. Le soutien des endeuillés s'effectue à plusieurs niveaux : soutien émotionnel, repérage des troubles de la santé mentale engendrés ou réactivés par le suicide, aide matérielle et relations avec l'entourage (gestion de l'information, soutien du cercle familial et cercles élargis comme les collègues et connaissances). 

### Fausses croyances sur le suicide
On parle de mythes sur le suicide pour évoquer des croyances qui sont erronées et contredites par la suicidologie. Le tableau ci-dessous présente quelques-uns des mythes courants qui s'avèrent contredits par les observations faites par une approche scientifique. 
| Mythes | Faits vérifiables |
| --- | --- |
| Les personnes qui meurent par suicide laissent toujours une note ou lettre.                                                                                         | La plupart des personnes qui se suicident ne laissent pas de note. Seul un petit pourcentage laisse une explication sur leur geste. |
| Les personnes qui se suicident n'avertissent pas d'autres personnes.                                                                                                | Sur dix personnes qui se suicident, huit ont donné des indices de leurs intentions, même si certains de ces indices peuvent être non verbaux et difficiles à détecter. |
| Les gens qui parlent de suicide ne veulent qu'obtenir de l'attention.                                                                                               | Peu de personnes se suicident sans avoir partagé leurs sentiments avec une autre personne. Les personnes qui veulent se suicider laissent des indices de leurs intentions comme autant d'appels à l'aide. Plus de 70 % des personnes qui menacent de se tuer passent à l'acte en se suicidant ou en faisant une tentative de suicide. |
| Une fois que quelqu'un a déjà décidé de se suicider, plus rien ne peut l'arrêter.                                                                                   | La plupart du temps, les personnes suicidaires sont ambivalentes à l'égard du suicide. La plupart de ces personnes ne veulent pas mourir mais souhaitent stopper la douleur qu'ils ressentent. |
| Une fois que l'état émotionnel s'améliore, le risque de suicide n'existe plus.                                                                                      | Les taux de suicide sont plus élevés environ trois mois après le début de l'amélioration lors d'un état dépressif grave. Le niveau d'énergie est un facteur important. Une personne qui voit son niveau d'énergie augmenter passe plus facilement à l'acte dans une impulsion suicidaire en cas d'obstacle durant la rémission.       |
| Il est peu probable qu'une personne qui a tenté de se suicider recommence.                                                                                          | Les personnes qui ont tenté de se suicider sont très susceptibles d'essayer de nouveau : 80 % des personnes qui meurent par suicide ont fait au moins une tentative préalable. |
| Il ne faut pas parler de suicide à quelqu'un qui montre des signes de dépression sévère, car celui lui donnerait l'idée et pourrait la pousser à agir dans ce sens. | Beaucoup de personnes déprimées ont déjà pensé à l'option du suicide. Parler du suicide fournit alors généralement un sentiment de soulagement et de compréhension. Parler du suicide est en fait l'une des choses des plus utiles à faire dans ce cas.                                                                               |
| Une tentative non létale signifie que la personne ne songeait pas sérieusement à mourir.                                                                            | Certaines personnes ne connaissent pas les méthodes à utiliser pour se tuer. C'est pourquoi la tentative en soi est le facteur le plus important à considérer, et non pas la méthode. |

## Pour approfondir